# Тјаго (Белуно)
Тјаго (итал. Tiago) је насеље у Италији у округу Белуно, региону Венето.
Према процени из 2011. у насељу је живело 153 становника. Насеље се налази на надморској висини од 409 м.